# Stora Ålakärr
Stora Ålakärr är en sjö i Falkenbergs kommun i Halland och ingår i Ätrans huvudavrinningsområde.